# 황금사각형

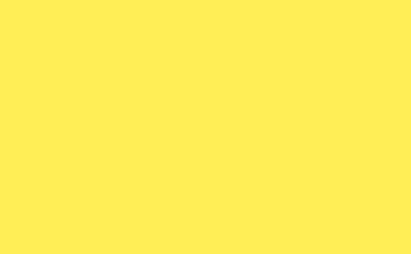
황금 사각형의 예

황금사각형은 두 변의 길이비가 황금비(1:1.618)를 이루는 사각형이다. 인간이 볼 때 황금 사각형이 가장 안정적인 사각형이기 때문에 "황금" 사각형이라고 불린다.

## 황금사각형의 작도
정사각형으로부터 시작해서, 정사각형의 밑변의 중점을 중심으로 하고, 중점에서 꼭짓점에 이르는 선분의 길이를 반지름으로 하는 호를 그리고, 밑변을 연장해서 호와 만나게 한 선분 과 정사각형의 높이로 이루어진 사각형을 황금 사각형이라고 한다. 이 황금 사각형의 두 변의 비를 황금비라고 한다.

## 같이 보기
- 황금비
- 황금 함수
- 미학
- 황금각
- 피(Φ) 문자
- 황금 삼각형
- 플라스틱 수